# Strela (ISS)

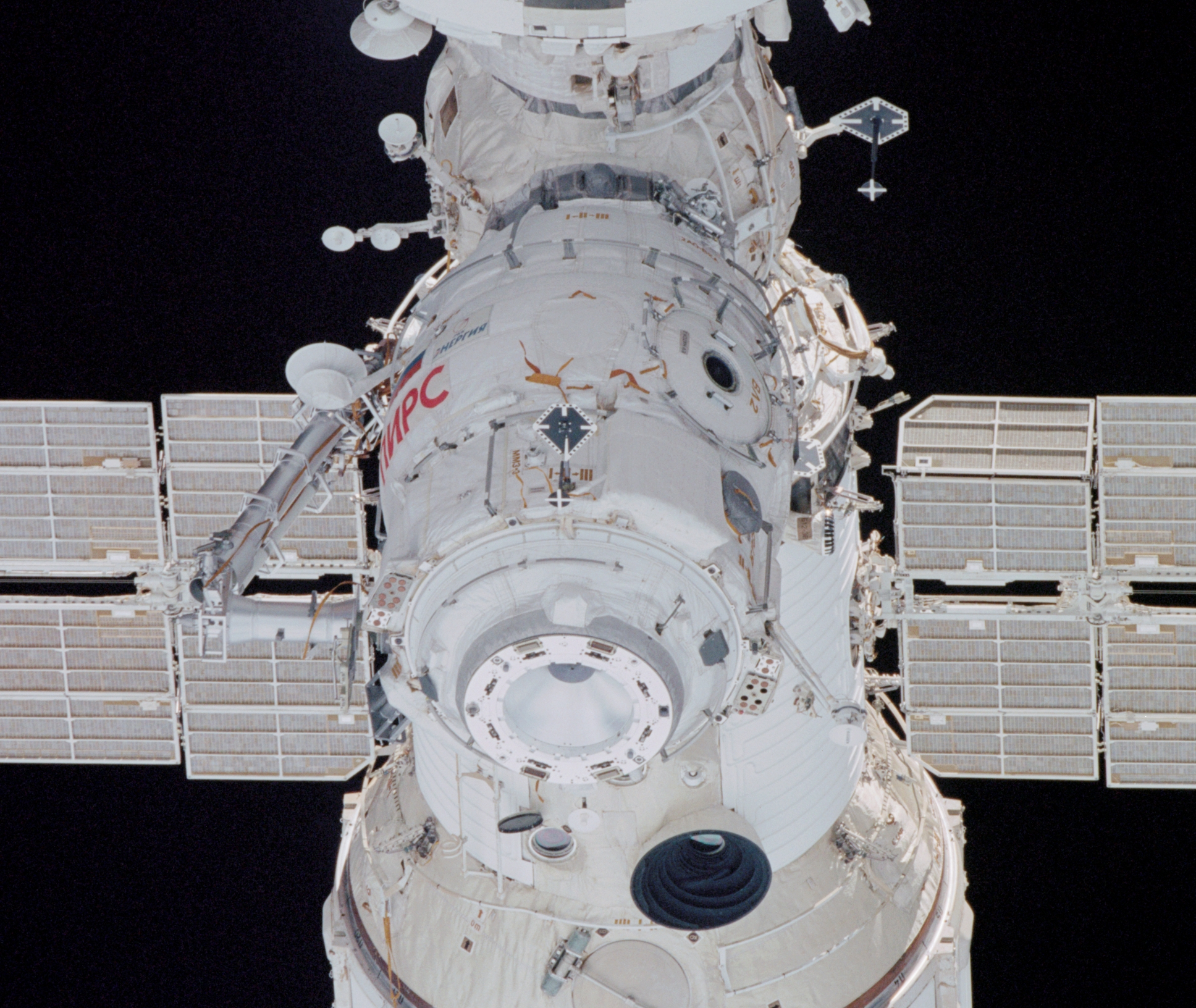
Das ISS-Modul Pirs mit deutlich sichtbarem Strela-1-Kran (links). Strela-2 ist zum Zeitpunkt des Fotos im Dezember 2001 noch nicht montiert.

Strela (russisch Стрела für Pfeil oder Schwenkarm) bezeichnet zwei russische Kräne an der Internationalen Raumstation (ISS).

## Entwicklung

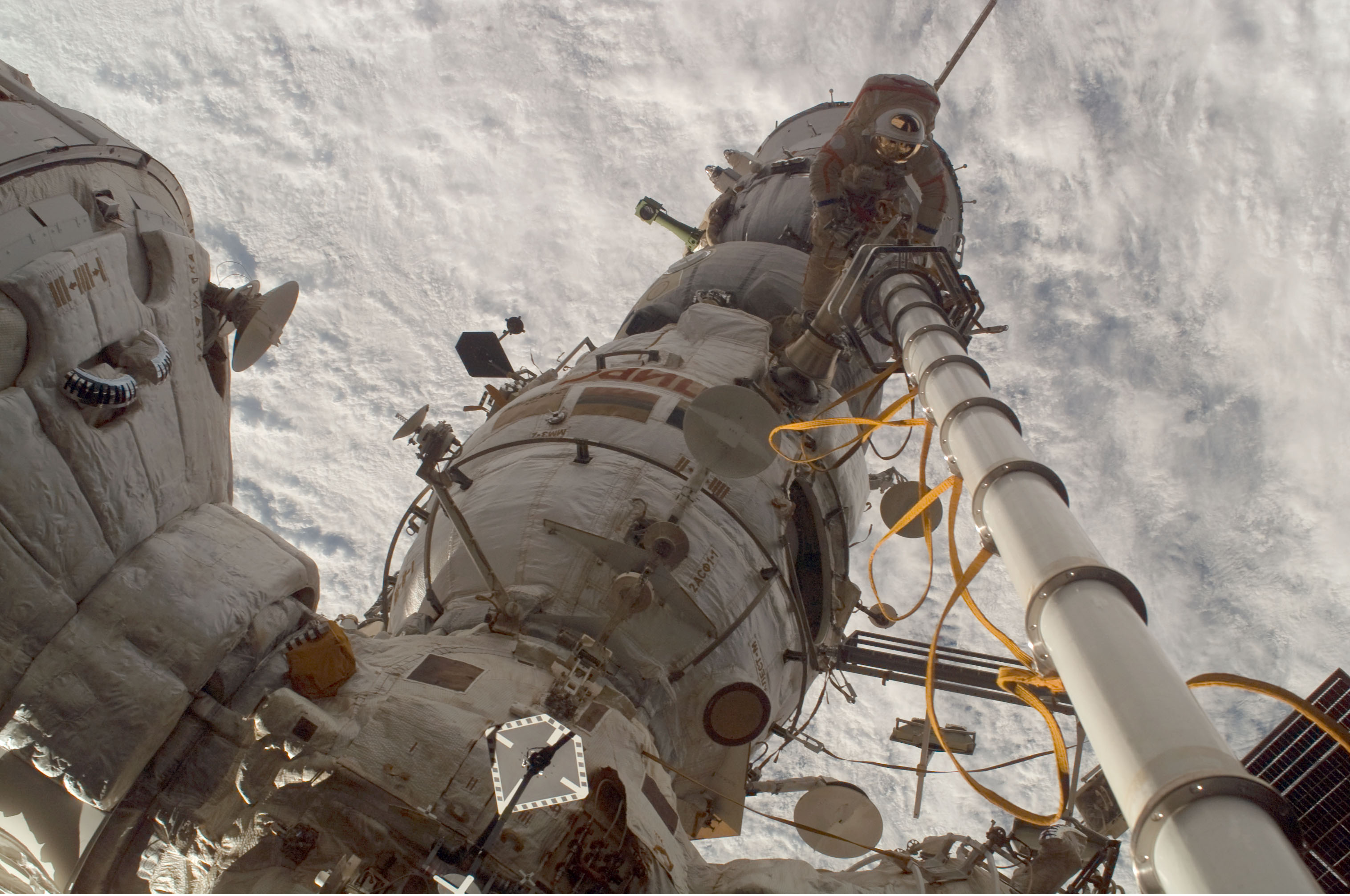
Oleg Kononenko fotografiert Sergei Wolkow beim Bedienen eines Strela-Krans, welcher Kononenko hält

Das Strela-Kransystem basiert auf einem ähnlichen Kran der russischen Raumstation Mir. Die beiden baugleichen an der ISS verwendeten Kräne werden entsprechend der Startreihenfolge als Strela-1 und Strela-2 bezeichnet. Im Gegensatz zu dem bereits an der ISS installierten Roboterarm Canadarm2 und dem European Robotic Arm stellen die Strela-Kräne weit weniger komplexe Systeme dar. So werden die Bewegungen der Kranarme bei Außenbordeinsätzen direkt durch einen Raumfahrer von Hand gesteuert. Eine Fernsteuerung der Kräne, beispielsweise aus dem Inneren der Station, ist nicht möglich. Darüber hinaus sind die Kräne nicht in der Lage, selbstständig robotische Aktionen auszuführen. Beide Kräne waren anfangs an Befestigungspunkten in der Nähe der Ausstiegsschleuse des russischen Moduls Pirs montiert und nicht dafür vorgesehen, von anderen Positionen an der Außenhaut der ISS zu operieren. Um den Ersatz von Pirs durch das neue Forschungsmodul Nauka vorzubereiten, fand am 16. Februar 2012 ein Außeneinsatz statt. Mit Strela-2 versetzten die Kosmonauten Oleg Kononenko und Anton Schkaplerow Strela-1 an das gegenüberliegende weitgehend baugleiche Modul Poisk. Der nächste Außenbordeinsatz zur Versetzung der Kräne fand am 20. August 2012 mit Gennadi Padalka und Juri Malentschenko statt. Mit Strela-1 von Poisk aus versetzten die beiden Kosmonauten Strela-2 zum neuen Standort am kugelförmigen Kopplungsknoten Sarjas.

## Start und Installation

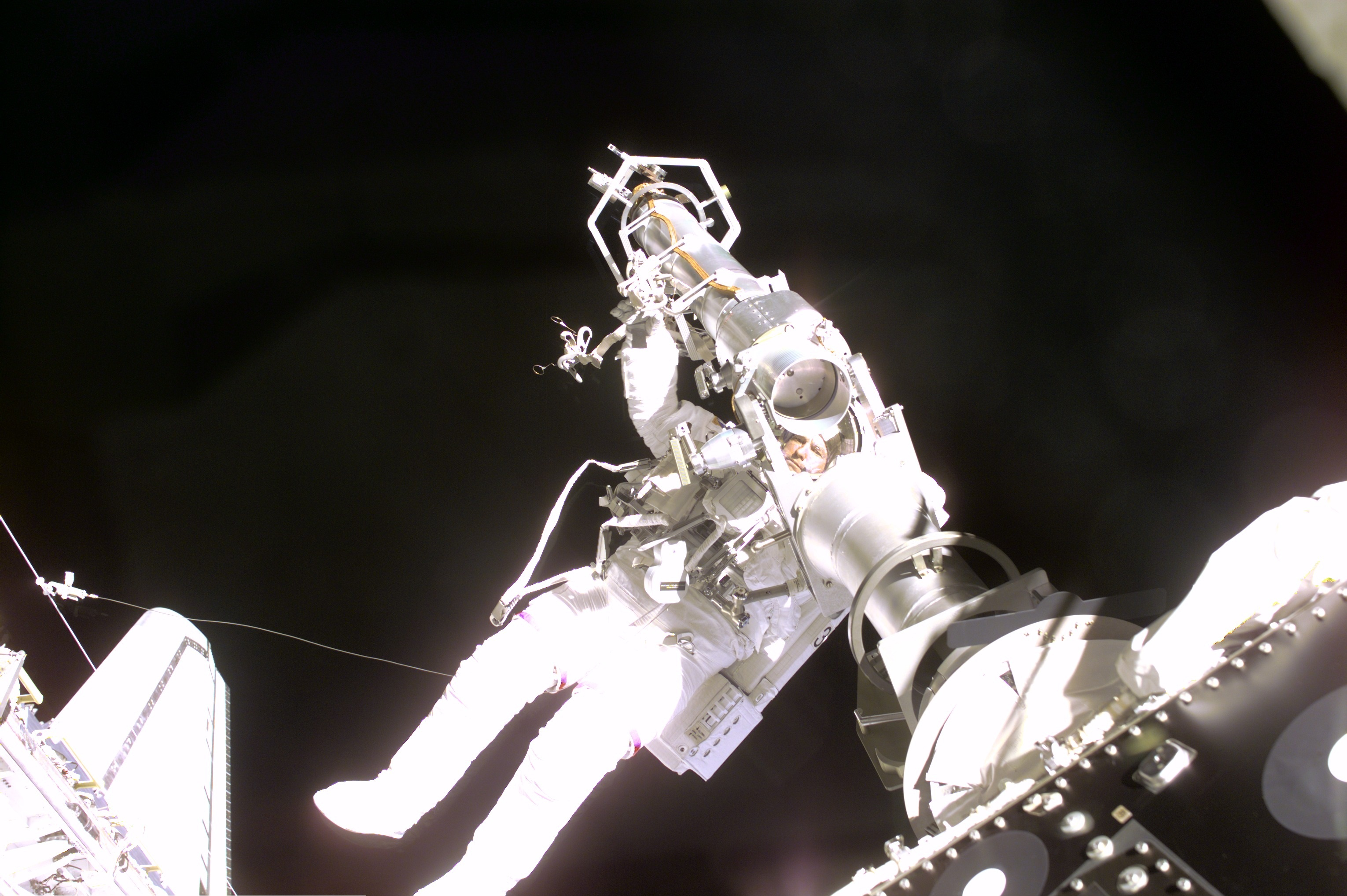
Der Astronaut Jeffrey Williams montiert den neu gelieferten Hauptarm am Strela-Standfuß (22. Mai 2000).

Strela-1 wurde nicht als fertiger Kran in den Orbit geliefert, sondern in Einzelteilen an Bord zweier Space Shuttle transportiert und im All montiert. Die ersten Bauteile von Strela gelangten im Rahmen der Space-Shuttle-Mission STS-96 auf dem in der Nutzlastbucht montierten Integrated Cargo Carrier (ICC) zur ISS. Am 30. Mai 1999 wurde der Standfuß mit Bedieneinheit sowie Zubehörteile in einem fast acht Stunden währenden Außenbordeinsatz vorübergehend am russischen Segment befestigt. Beim nächsten Besuch eines Space Shuttle (STS-101) wurde in der Nutzlastbucht von Atlantis der Auslegearm (Main Boom) für Strela geliefert und bei Montagearbeiten im Rahmen eines Außenbordeinsatzes ebenfalls vorläufig am Kopplungsadapter PMA-1 befestigt.
Nach dem automatischen Andocken von Pirs im September 2001 wurden die bereits vorhandenen Bauteile von Strela-1 bei einem Außenbordeinsatz der Expedition 3 am 8. Oktober an ihrem endgültigen Einsatzort in der Nähe der Ausstiegsluken von Pirs verbracht und dort montiert. Ein Test von Funktion und Stabilität des Kranarms musste jedoch zunächst aus Zeitgründen entfallen. In einem Außenbordeinsatz am 12. November wurde die Montage abgeschlossen und erste Bewegungstests durchgeführt. Seitdem war Strela an Pirs einsatzbereit und diente als Unterstützung der Raumfahrer bei fast jedem von Pirs begonnenen Außenbordeinsatz.
Pirs selbst führte beim Start im Innenraum die Bauteile für Strela-2 mit. Im Rahmen des Außenbordeinsatzes der Expedition 4 am 14. Januar 2002 wurden der Standfuß und der Kranausleger durch die Ausstiegsschleuse in den Weltraum verbracht und gegenüberliegend von Strela-1 an der Außenhaut von Pirs montiert. Zusätzlich wurden Zubehörteile wie beispielsweise ein Nutzlast-Transportcontainer für das Strela-System in den Weltraum gebracht und für die Nutzung vorbereitet.

## Aufgaben

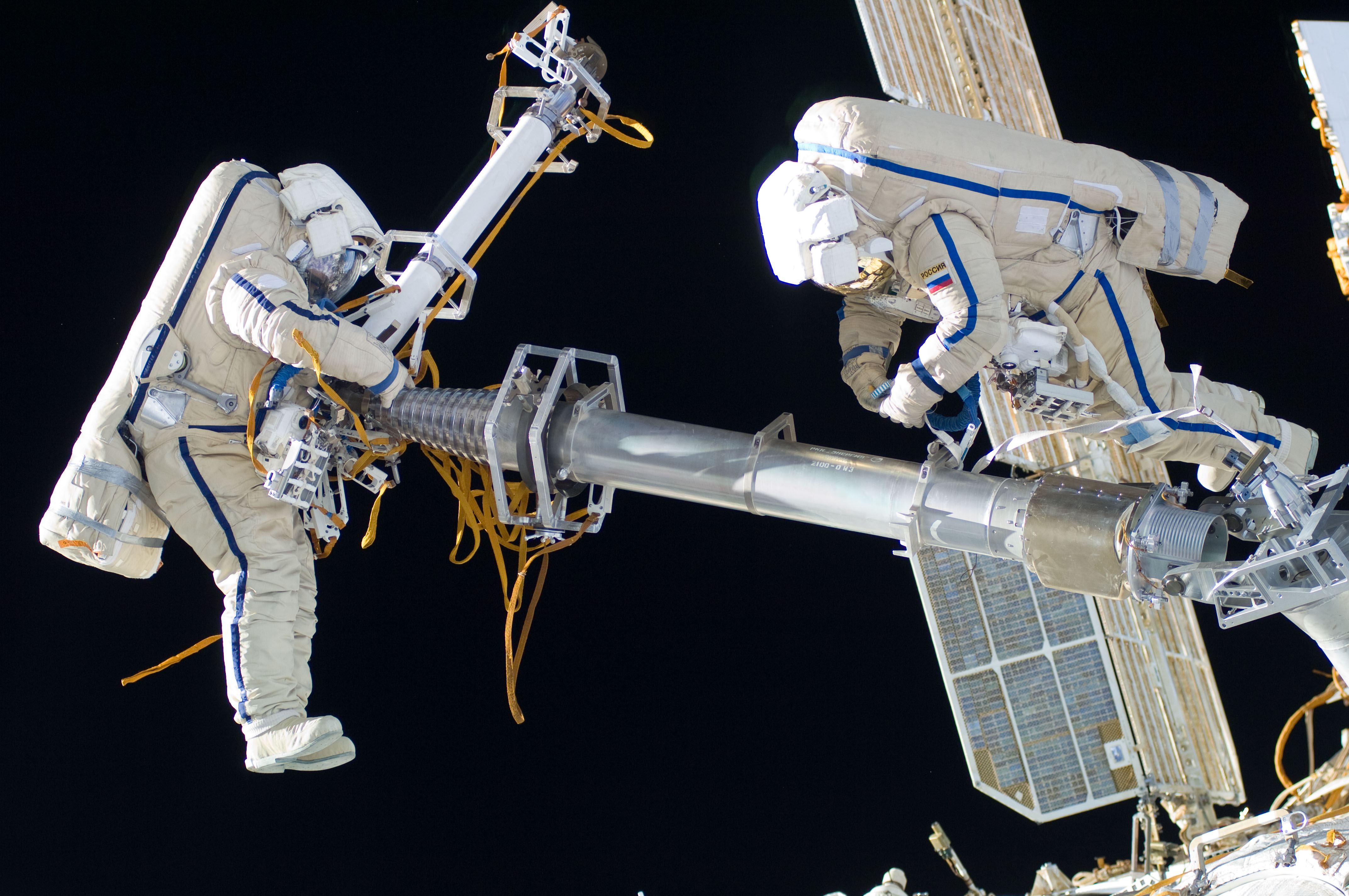
Eingefahrener Strela-Kran

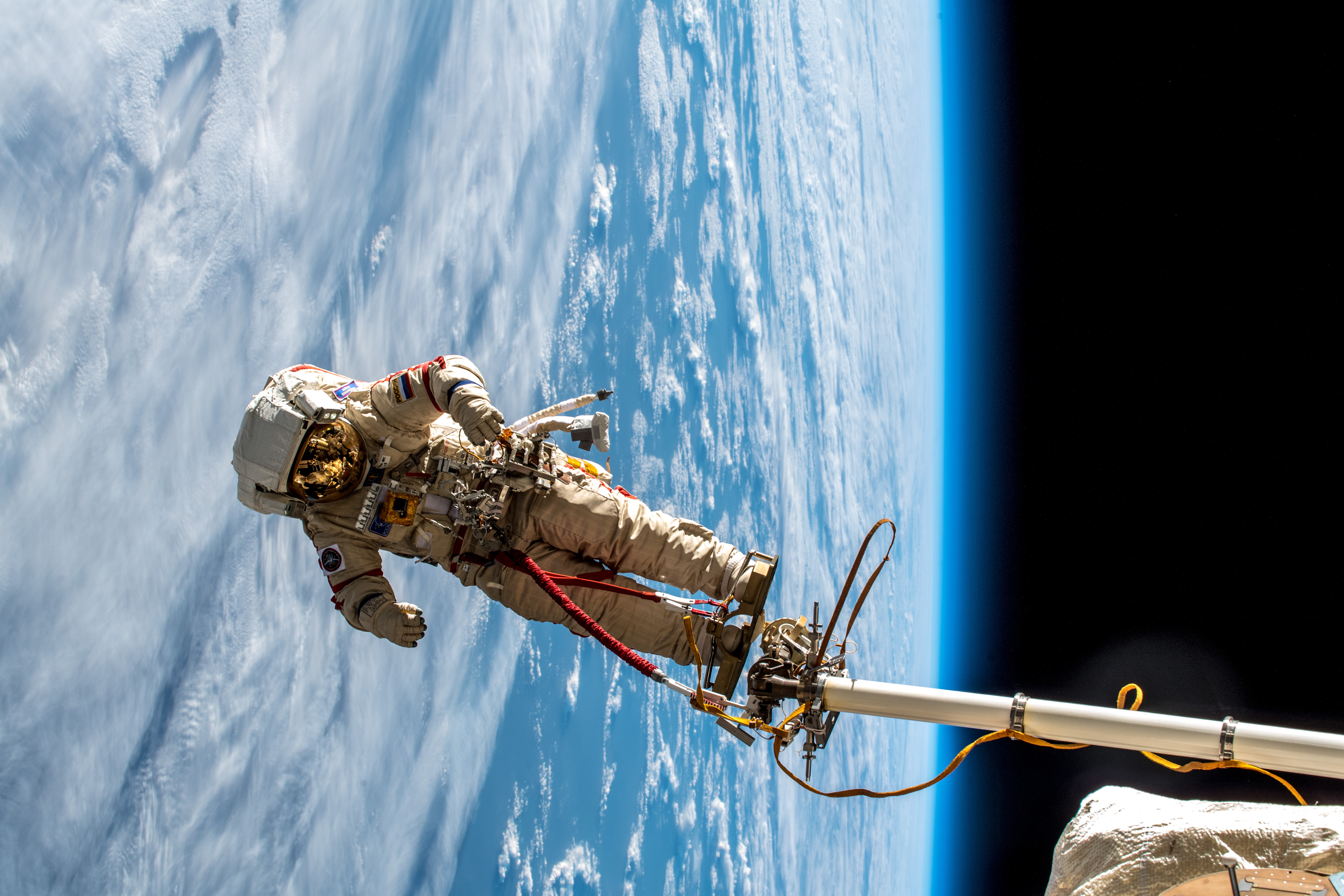
Oleg Kononenko an einem Strela-Kran

Hauptaufgabe der Strela-Kräne ist die Unterstützung von Raumfahrern während Außenbordeinsätzen, insbesondere bei Aufbau und Wartung der Raumstation. Vorwiegend kommen die Kräne bei Außenbordeinsätzen, die von den russischen Luftschleusen an Pirs bzw. Poisk ausgehen, zum Einsatz. Zu der Ausrüstung gehört unter anderem eine Kranarmverlängerung, mit der der Aktionsradius bei Bedarf um etwa 4,6 Meter erweitert werden kann, sowie ein Transportcontainer zum Verladen von Nutzlasten sowie eine Arbeitsplattform Fußhalterung, mit deren Hilfe sich die Astronauten am Ende der Kranausleger befestigen können. Mit Hilfe der Verlängerung ist das Kransystem in der Lage, fast jeden Punkt des russischen Segmentes der ISS zu erreichen.
Neben dem Transport von kleineren Stationskomponenten und Außenbordexperimenten wird Strela dazu genutzt, die Raumfahrer selbst zu ihren Einsatzorten zu bringen. Durch mehrere am Kranausleger montierte Handgriffe können sich die Raumfahrer während Außenbordeinsätzen wesentlich schneller über das russische Segment fortbewegen oder sich mit Hilfe der Arbeitsplattform direkt an den jeweiligen Einsatzort transportieren lassen. Dadurch wird wertvolle Zeit während der Einsätze eingespart, was komplexere Arbeiten im Rahmen der Versorgungsdauer der Raumanzüge ermöglicht.
So wurde beispielsweise bei einem Ausstieg der ISS-Expedition 15 Strela-2 samt Kranverlängerung zur Installation mehrerer Meteoritenschutzschilde (Service Module Debris Panels) am Modul Swesda genutzt. Diese rund 2,5 Zentimeter dicken Aluminiumplatten wurden mit Hilfe von Strela dem Aufbewahrungsgerüst am Modul PMA-3 entnommen und zum Installationsort transportiert. Auch in der Schwerelosigkeit können solche Aufgaben nur bedingt von Hand vorgenommen werden.

## Komponenten
- Standfuß Strela-1 mit Bedieneinheit (geliefert mit STS-96 am 27. Mai 1999)
- Astronautenarbeitsplattform (geliefert mit STS-96 am 27. Mai 1999)
- Teleskopauslegearm Strela-1, 13,7 Meter lang (geliefert mit STS-101 am 19. Mai 2000)
- Verlängerungsarm, 4,6 Meter lang (geliefert mit STS-101 am 19. Mai 2000)
- Standfuß Strela-2 mit Bedieneinheit (geliefert mit Pirs am 14. September 2001)
- Teleskopauslegearm Strela-2, 13,7 Meter lang (geliefert mit Pirs am 14. September 2001)
- Transportcontainer (geliefert mit Pirs am 14. September 2001)